# Ladislaus Löb
Ladislaus Löb (Cluj-Napoca, 8 de maio de 1933 - 2 de outubro de 2021) foi um sobrevivente do campo de concentração de Bergen-Belsen e professor emérito em Brighton.

## Vida

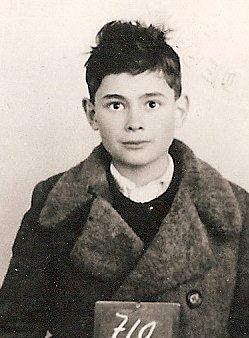
Ladislaus Löb apos a chegada na Suíça em 1944. Ele tinha 11 anos na época

Ladislaus Löb passou os primeiros 10 anos da sua infância na cidade de Margitta na Transilvánia. Foi o único filho do comerciante Izsó Löb. A sua mãe Jolán (nasc. Rosenberg) já morreu em 1942 por tuberculose. Em maio de 1944, Löb e a sua família foi deportada ao gueto em Cluj. No entanto conseguiu fugir com o seu pai para Budapest e aderiu ao grupo de Rezső Kasztner. Kasztner negociou com Adolf Eichmann que 1700 judeus podiam sair do pais para Palestina. No entanto elas foram detidos cinco meses no campo de concentração de Bergen-Belsen. Só em 1944 Eichmann permitiu fugirem para a Suíça.
Na Suíça Löb passou dois anos na Ecole d’Humanité, frequentou a partir de 1948 a escola secundária em Zurique e estudou de 1953 até 1961 filologia inglesa e alemã na Universidade de Zurique.
Em 1964 aceitou um posto na Universidade de Sussex em Brighton. Ensinava nem só literatura e filologia alemã, mas também Literatura comparada. Pouco tempo também ensinava na Universidade de Constança (Alemanha) e no Middlebury College. Antes de ficar professor emérito em 1993 publicava trabalhos científicos sobre literatura. Ultimamente ocupa-se com traduções alemão para inglês ou húngaro para inglês. Seu obra histórica sobre as suas impressões do holocausto e o destino de Rezső Kasztners tem uma forte componente autobiográfica e foi publicada em 6 línguas até hoje.

## Obras

### Monografias
- Mensch und Gesellschaft bei J.B. Priestley (= Schweizer anglistische Arbeite. Bd. 53). Francke, Berna 1962 (= Dissertação, Universidade de Zurique, 1962).
- From Lessing to Hauptmann: Studies in German Drama. University Tutorial Press, Londres 1974.
- Christian Dietrich Grabbe. Metzler, Estugarda/Weimar 1996
- Geschäfte mit dem Teufel: Die Tragödie des Judenretters Rezső Kasztner. Bericht eines Überlebenden. Böhlau, Colónia 2010

### Traduções
- Krisztián Ungváry: Battle for Budapest 1944–1945 (Londres 2002)
- Otto Weininger: Sex and Character (Bloomington 2003)
- Béla Zsolt: Nine Suitcases (Londres 2005)
- Friedrich Nietzsche: Writings from the Early Notebooks (Cambridge 2009)